# Kościół Wniebowzięcia Najświętszej Maryi Panny w Lipinkach (stary)
Kościół Wniebowzięcia Najświętszej Maryi Panny – rzymskokatolicki kościół filialny należący do parafii Wniebowzięcia Najświętszej Maryi Panny w Lipinkach (dekanat Biecz diecezji rzeszowskiej).
Świątynia została wzniesiona przez Ewarysta Andrzeja Kuropatnickiego w 1782 roku, konsekrowana została przez przemyskiego biskupa pomocniczego Michała Sierakowskiego w 1783 roku. W głównym ołtarzu jest umieszczona łaskami słynąca figura Matki Bożej koronowana koronami papieskimi w dniu 17 sierpnia 1980 roku. Oryginalna figura pochodziła z końca XIV wieku. W 1972 roku podczas pożaru świątyni została zniszczona. Obecna figura jest rekonstrukcją oryginalnej i jako taka została ukoronowana na mocy dekretu Stolicy Apostolskiej z dnia 13 lipca 1969 roku. Do koronacji znacznie przyczynił się ksiądz Jan Patrzyk, kapłan archidiecezji przemyskiej. Po wybudowaniu nowej świątyni w 2005 roku dotychczasowy kościół parafialny spełnia funkcję kościoła filialnego..

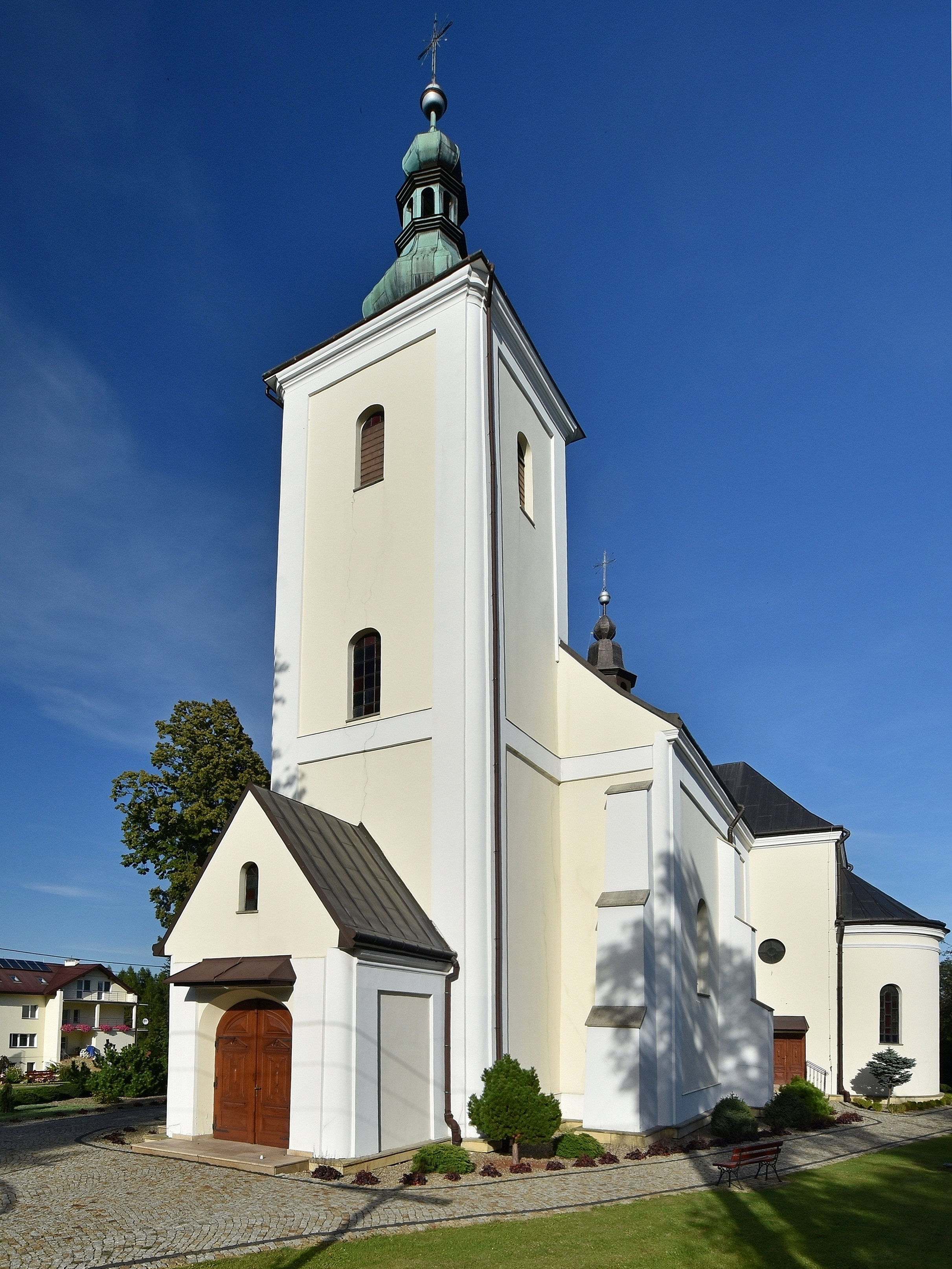
Elewacja frontowa
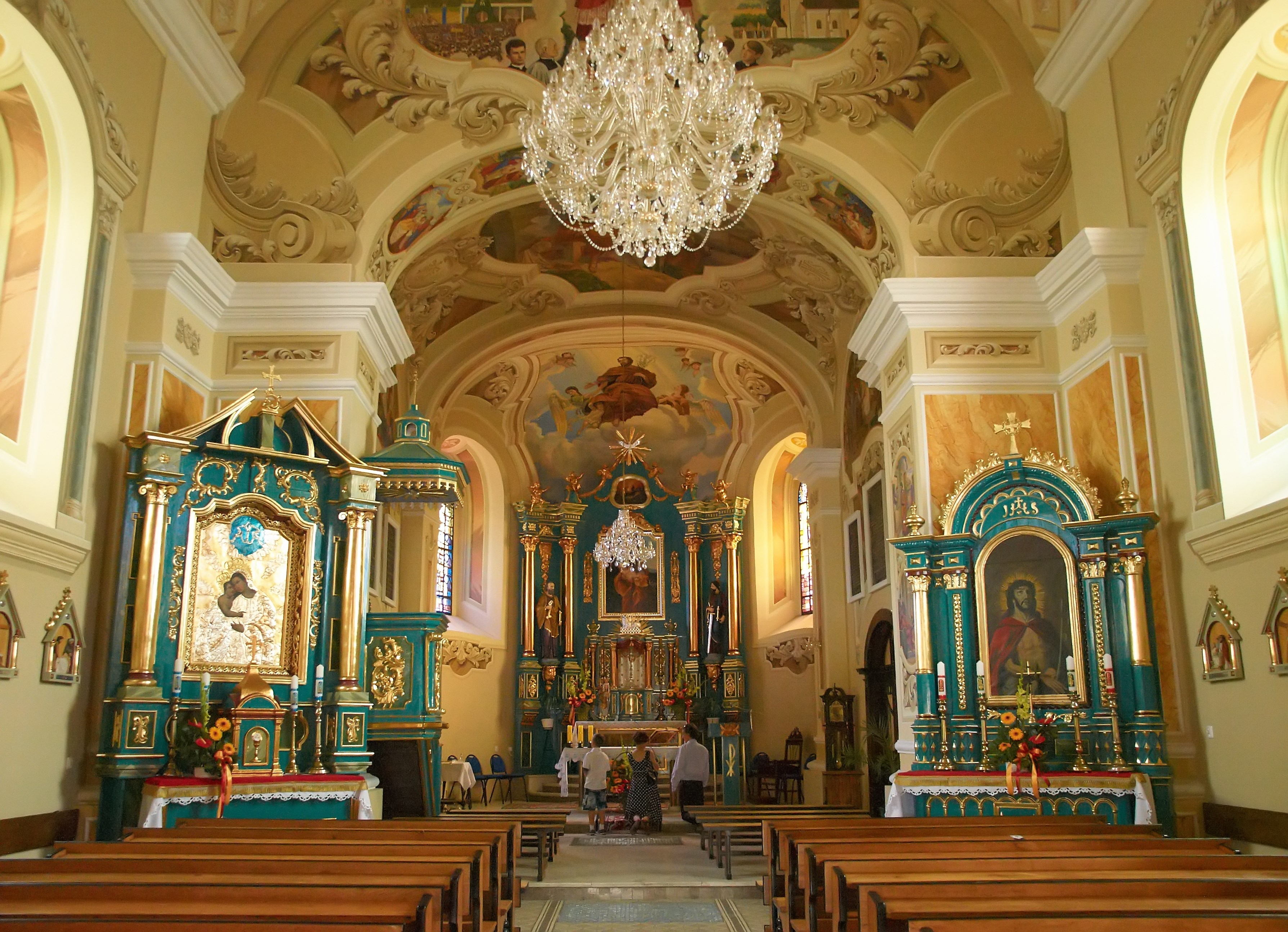
Wnętrze